# Superprestige veldrijden 1983-1984
De Superprestige veldrijden 1983-1984 was de tweede editie van de Superprestige veldrijden. Er werden 6 wedstrijden verreden. Hennie Stamsnijder won, net als in 1982-1983, het eindklassement, zonder één wedstrijd te winnen.

## Puntenverdeling
Punten werden toegekend aan alle crossers die in aanmerking kwamen voor Superprestige-punten. De top vijfentwintig ontving punten aan de hand van de volgende tabel:
| Positie | 1  | 2  | 3  | 4  | 5  | 6  | 7  | 8  | 9  | 10 | 11 | 12 | 13 | 14 | 15 | 16 | 17 | 18 | 19 | 20 | 21 | 22 | 23 | 24 | 25 |
| Punten  | 25 | 24 | 23 | 22 | 21 | 20 | 19 | 18 | 17 | 16 | 15 | 14 | 13 | 12 | 11 | 10 | 9  | 8  | 7  | 6  | 5  | 4  | 3  | 2  | 1  |

## Kalender en podia
| Datum            | Locatie      | Eerste             | Tweede             | Derde               |         |
| ---------------- | ------------ | ------------------ | ------------------ | ------------------- | ------- |
| 6 november 1983  | Zürich       | Adrie van der Poel | Albert Zweifel     | Bernhard Woodtli    | details |
| 27 november 1983 | Valkenswaard | Roland Liboton     | Hennie Stamsnijder | Reinier Groenendaal | details |
| 24 december 1983 | Diegem       | Roland Liboton     | Hennie Stamsnijder | Albert Zweifel      | details |
| 7 januari 1984   | Zillebeke    | Roland Liboton     | Hennie Stamsnijder | Ivan Messelis       | details |
| 15 januari 1984  | Asper-Gavere | Roland Liboton     | Hennie Stamsnijder | Albert Zweifel      | details |
| 22 januari 1984  | Overijse     | Roland Liboton     | Albert Zweifel     | Hennie Stamsnijder  | details |

## Eindklassement
| Positie | Naam                | Punten |
| ------- | ------------------- | ------ |
| 1       | Hennie Stamsnijder  | 140    |
| 2       | Reinier Groenendaal | 129    |
| 3       | Albert Zweifel      | 127    |
| 4       | Roland Liboton      | 125    |
| 5       | Johan Ghyllebert    | 104    |
| 6       | Ivan Messelis       | 101    |
| 7       | Frank van Bakel     | 95     |
| 8       | Rudy De Bie         | 91     |
| 9       | Paul De Brauwer     | 80     |
| 10      | Ludo De Rey         | 70     |